# 詹姆斯·洛弗里奇
詹姆斯·洛弗里奇（英語：James Loveridge；1994年5月16日—）是一位威爾士足球運動員。在場上的位置是前鋒。他現在效力於英格蘭足球超級聯賽球隊斯旺西城足球俱樂部。他也代表威爾士國青隊參賽。

## 外部連結
- Swansea City profile
- Soccerway資料庫：詹姆斯·洛弗里奇
- Soccerbase profile （页面存档备份，存于）